# Gnamptodon bicolor
Gnamptodon bicolor är en stekelart som först beskrevs av Fischer 1965.  Gnamptodon bicolor ingår i släktet Gnamptodon och familjen bracksteklar. Inga underarter finns listade i Catalogue of Life.